# Струнен квартет № 4 (Дмитрий Шостакович)
„Струнен квартет № 4“ в ре мажор (опус 83) е струнен квартет на руския композитор Дмитрий Шостакович.
Композиран е през 1949 година и е посветен на починалия две години преди това приятел на композитора Пьотър Вилямс. По това време Шостакович е в немилост пред тоталитарния комунистически режим в Съветския съюз и квартетът е изпълнен за пръв път пред публика едва след смъртта на диктатора Йосиф Сталин – на 3 декември 1953 година в Москва от Струнен квартет „Бетховен“.